# Sadik Harchaoui
Seddik (Sadik) Harchaoui (Douar Khababa, Marokko, 4 maart 1973) was in de periode 2003-2013 voorzitter van de raad van bestuur van Forum, Instituut voor Multiculturele Ontwikkeling te Utrecht.

## Levensloop
In 1980 kwam Harchaoui samen met zijn familie naar Nederland. Als achtjarige ging hij naar de Groen van Prinstererschool in Apeldoorn. Hij doorliep het vwo in Apeldoorn op de Christelijke Scholengemeenschap De Heemgaard (1986 - 1992).
Na zijn middelbare school studeerde hij rechten, met specialisaties straf- en privaatrecht aan de universiteit van Utrecht (1992 - 1997). Na zijn studie is hij begonnen aan een proefschrift dat hij niet heeft afgemaakt. Vanaf 1998 was hij als rechterlijk ambtenaar in opleiding (RAIO) verbonden aan de Arrondissementsrechtbank te Zwolle. In 2000 werd hij plaatsvervangend Officier van justitie bij het arrondissementsparket Zwolle-Lelystad.
Naast zijn justitiële werkzaamheden was Harchaoui vanaf 1997 als onderzoeker en docent verbonden aan het Willem Pompe Instituut voor strafrechtswetenschappen (sectie Criminologie) van de Universiteit van Utrecht. Hier deed hij onderzoek naar traditionele conflictoplossing bij Berbers, waarop hij promoveerde. Hij doceerde onder meer bij de Postacademische Opleiding voor Advocaten (OSR).

## Forum
Vanaf 2003 maakt Harchaoui deel uit van de raad van bestuur van Forum. In 2004 werd hij benoemd tot voorzitter van de raad van bestuur. Onder zijn leiding werd in 2004 en 2005 een groot veranderingsproces ingezet om de positie van Forum als onafhankelijk kennisinstituut verder te verstevigen. Hoewel zijn voorganger Aboutaleb en hijzelf van Marokkaanse afkomst zijn, benadrukt Harchaoui dat Forum zich bezighoudt met alle bevolkingsgroepen in Nederland.
In mei 2013 werd bekendgemaakt dat hij "per direct" vertrok bij het multiculturele instituut.
Eerder was er ophef ontstaan over zijn salaris en aanbestedingen aan kennissen.

## Overig advieswerk
Harchaoui wordt gevraagd als adviseur van overheden en instellingen. Vanaf 2007 was hij voorzitter van de Raad voor Maatschappelijke Ontwikkeling (RMO), waar hij in 2005 lid van werd. Hiervoor ontving hij 33.000 euro per jaar voor een dag in de week. Daarnaast is hij lid van de Taskforce Jeugdwerkloosheid en de Economic Development Board Rotterdam (EDBR). Hij had zitting in het bestuur van de NPS en het Nederlandse Rode Kruis. Hij is voorzitter van de Raad van Toezicht van Cultuurnetwerk Nederland, expertisecentrum cultuureducatie. Tevens neemt hij deel aan verschillende adviescommissies waaronder het NIOD Instituut voor Oorlogs-, Holocaust- en Genocidestudies, de Onafhankelijke commissie Toekomst Lokaal Bestuur van de VNG, de Nederlandse Gezinsraad en het Oranjefonds. Sinds 2004 lid is hij lid van de Adviesraad van ISIM (The International Institute for the Study of Islam in the Modern World).
In 2009 heeft de Volkskrant Harchaoui uitgeroepen tot een van de tweehonderd meest invloedrijke Nederlanders. Met zijn 36 jaar is hij daarmee tevens de jongste op de lijst.

## Publicaties
- Stigma: Marokkaan! Over afstoten en insluiten van een ingebeelde bevolkingsgroep, 2003, redactie samen met Chris Huinder. ISBN 90-5714-131-0
- Eer voor beginners in: Multiculturaliteit in de strafrechtspleging, 2003, met Yücel Yeşilgöz. ISBN 90-5454-301-9
- Hedendaags radicalisme. Verklaring en Aanpak, 2006, Wetenschappelijke Forum-bundel, redactie Harchaoui. ISBN 978-90-5589-277-8